# Jorge María Mejía

znak kardinála Mejíi

Jorge María kardinál Mejía (31. ledna 1923 Buenos Aires – 9. prosince 2014, Řím) byl argentinský římskokatolický kněz, vysoký úředník římské kurie, kardinál.
Kněžské svěcení přijal 22. září 1945. Krátce působil ve farnosti Buenos Aires, poté odjel na další studia do Říma. Zde získal doktorát z teologie a licenciát z biblických věd. Přednášel na několika argentinských katolických školách. V letech 1956 až 1977 byl šéfredaktorem katolického časopisu "Criterio". Jako expert se účastnil jednání Druhého vatikánského koncilu. Byl předsedou ekumenické komise Rady latinskoamerických biskupských konferencí. V letech 1969 až 1972 zastával funkci předsedy Světové katolické federace biblického apoštolátu, v roce 1977 se stal sekretářem papežské komise pro kontakty s judaismem při Sekretariátu pro jednotu křesťanů.
V březnu 1986 byl jmenován titulárním biskupem a viceprezidentem Papežské komise "Iustitia et Pax". Biskupské svěcení mu udělil 12. dubna téhož roku kardinál Roger Etchegaray. V březnu 1994 se stal sekretářem Kongregace pro biskupy a sekretářem kardinálského kolegia. O čtyři roky později, 7. března 1998, byl jmenován archivářem a knihovníkem Apoštolského stolce, na tomto místě vystřídal kardinála Luigi Poggiho, který odešel na odpočinek. Při konzistoři 21. února 2001 ho papež Jan Pavel II. jmenoval kardinálem. V listopadu 2003 se vzdal své funkce vzhledem k dovršenému věku. Jeho nástupcem byl jmenován kardinál Jean-Louis Tauran.
V březnu 2013 byl kardinál Mejía hospitalizován poté, co prodělal srdeční infarkt.
Zemřel 9. prosince 2014 v římské klinice Pia XI.